# Лёгкая мишень
«Лёгкая мишень» (англ. The Clay Pigeon) — фильм нуар режиссёра Ричарда Флейшера, который вышел на экраны в 1949 году.
Фильм рассказывает о ветеране войны Джиме Флетчере (Билл Уильямс), который приходит в себя после двухлетнего пребывания в коме. Он не может вспомнить событий, непосредственно предшествовавших его ранению и госпитализации, и вскоре выясняет, что его обвиняют в предательстве во время пребывания в японском лагере для военнопленных. Пытаясь восстановить своё честное имя, Джим вместе с вдовой своего убитого товарища (Барбара Хейл) разыскивает свидетелей, способных подтвердить его невиновность, одновременно раскрывая крупную контрабандную сеть в Лос-Анджелесе.
Главные роли в фильме исполнили Билл Уильямс и Барбара Хейл, которые в реальной жизни были мужем и женой.
Как отметил историк кино Джефф Майер, в первые послевоенные годы вышла целая серия фильмов нуар с построенных вокруг амнезии, среди них «Крайний срок — на рассвете» (1945), «Чёрный ангел» (1946), «Катастрофа» (1946), «Где-то в ночи» (1946), «Высокая стена» (1947), «Лёгкая мишень» (1949), «Преступный путь» (1949) и «Синяя гардения» (1953), причём часть этих фильмов рассказывала о ветеранах Второй мировой войны, которые страдали от потери памяти в результате военных травм.

## Сюжет
В военно-морском госпитале в Лонг-Биче матрос Джим Флетчер (Билл Уильямс) выходит из двухлетней комы, вызванной травмой головы, полученной в японском лагере для военнопленных. Джим видит, что другие пациенты и медсестра относятся к нему враждебно, считая его предателем, однако не может вспомнить обстоятельств своего ранения, а также факта измены. Решая самостоятельно выяснить правду, Джим в тот же день сбегает из госпиталя и направляется в Сан-Диего к Марте Грегори (Барбара Хейл), вдове своего лучшего друга Марка, вместе с которым он попал в японский лагерь для военнопленных на Филиппинах. В тот же день о побеге Джима становится известно Отделу разведки ВМС США в Лос-Анджелесе, который рассылает подробную ориентировку для его задержания и ареста. Тем временем Марта встречает Джима внешне дружелюбно, однако тут же уходит в соседнюю комнату с телефоном. Увидев в газете свою фотографию с информацией о том, что он обвинён в убийстве Марка и в предательстве, Джим выхватывает из рук Марты телефон. Между ними начинается потасовка, в ходе которой Джим бьёт Марту по голове, лишая сознания, связывает и затыкает ей кляпом рот. Когда Марта приходит в себя, Джим пытается убедить её в том, что он не доносил на Марка, который был убит за то, что в лагере организовал кражу пайков японских надзирателей. Однако Марта ему не верит и продолжает сопротивляться. Джим находит в комоде у Марты револьвер, забирая его себе, а затем видит фотографию Теда Найлза (Ричард Куайн), которую тот прислал, сопроводив подписью о готовности оказать посильную помощь вдове боевого товарища. Тед был близким другом Джима и Марка и находился вместе с ними в японском лагере. Джим немедленно звонит ему в Лос-Анджелес и говорит, что выезжает к нему вместе с Мартой на её автомобиле. Угрожая Марте оружием, Джим заставляет её ехать вместе с ним. Однако на шоссе по пути в Лос-Анджелес их перехватывают двое бандитов, которым известен номер автомобиля Марты. Бандиты начинают таранить их машину, пытаясь выбросить её с дороги, однако Джиму удаётся выскочить на боковую дорогу и спрятаться в придорожных кустах. После того, как бандиты уезжают, Джим продолжает движение, однако вскоре теряет сознание от физического изнеможения. Марта отвозит Джима к ближайшему врачу, где видит на его груди шрамы от побоев, после чего проникается к нему сочувствием. По рекомендации врача Марта переезжает вместе с Джимом в прибрежный вагончик на берегу океана, где ухаживает за ним в течение недели. Восстановив силы, Джим решает продолжить движение в Лос-Анджелес, а Марта, которая за это время прониклась к Джиму полным доверием, настаивает на поездке вместе с ним. Тем временем, Теда вызывают в Отдел разведки ВМС, предупреждая, что если Джим выйдет с ним на контакт, он должен немедленно сообщить об этом, однако Тед отвечает, что пока Джим с ним не связывался.
Добравшись до Лос-Анджелеса, Джим и Марта селятся в гостинице, и после того, как явно не ожидавший их появления Тед по телефону просит перенести встречу на следующий день, отправляются пообедать в один из ресторанов Китайского квартала. Там Джим неожиданно видит Кена Токояму по прозвищу Хорёк (Ричард Лу), который получает у кассира крупную сумму наличных денег. Джим вдруг вспоминает, что Хорёк был одним из самых жестоких надсмотрщиков в лагере, который лично хлестал его плетью. Джим пытается догнать Токояму, однако тому удаётся скрыться через служебный вход. Вскоре в зале Джим замечает двух бандитов, которые напали на их машину на шоссе. Вернувшись в гостиницу, Джим по телефону сообщает Теду о том, что видел в городе Токояму. Это вызывает серьёзную озабоченность Теда, который советует Джиму не покидать гостиницу, предлагая, чтобы Марта приехала к нему домой одна. При встрече Тед говорит Марте, что он нанял частного детектива для розыска Токоямы и настаивает на том, чтобы Джим на время залёг на дно. Не обращая внимания на его рекомендацию, Джим на следующий день направляется в ресторан, где видел Токояму, с удивлением обнаруживая, что ресторан закрыт, а помещение сдаётся в аренду. Джим направляется по адресу риэлтерского агентства «Уилер менеджмент», разместившего информацию об аренде, где секретарша офиса выдаёт Джиму адрес японского владельца ресторана. После этого зритель видит кабинет владельца риэлтерского агентства, в котором руководимая им группа людей пересчитывает и распределяет огромные упаковки денег. По выданному секретаршей адресу Джиму открывает дверь Токояма, однако Джим замечает в зеркале, что в квартире его поджидают двое бандитов. Начинается драка, в ходе которой Джиму удаётся отбиться от преступников и выбраться через окно на улицу. Бандиты преследуют его, но Джиму удаётся скрыться. Некоторое время спустя, уже в гостинице, Джим и Марта получают от Теда информацию о том, что Токояма забронировал билет на вечерний поезд. Ради её безопасности Джим отправляет Марту домой к Теду, а сам садится в поезд и находит вагон Токоямы, где с удивлением видит не только японца, но и Теда, который направляет на него пистолет. Джим теряет сознание и вдруг вспоминает, что в лагере именно Тед ударил его по голове после того, как Джим обвинил его в предательстве товарищей и сотрудничестве с японцами. Тед подтверждает эти слова, далее рассказывая, что это он подставил Марка, а после войны наладил прибыльный нелегальный бизнес Токоямой. Тед и Токояма выжидают удобный момент, чтобы выбросить Джима из движущегося поезда под колёса встречного состава. Тем временем Марта, которая в квартире Теда находит копию его билета на поезд, догадывается, что Тед действует заодно с Токоямой. Она приезжает в Отдел разведки ВМС, рассказывая им о расследовании Джима и о том, что сейчас он преследует преступников в поезде. После звонка из разведки полиция немедленно даёт указание стоп-краном остановить состав, арестовывая Теда и Токояму как раз в тот момент, когда они пытались вытолкнуть Джима из поезда. Некоторое время спустя шеф Отдела разведки сообщает, что с Джима сняты все обвинения в преступлениях и более того, ему положено вознаграждение от министерства финансов за раскрытие крупной международной аферы. Он рассказывает Джиму и Марте, что благодаря их усилиям властям удалось уничтожить возглавляемую Тедом и Токоямой многомиллионную аферу по ввозу в страну фальшивых долларов, напечатанных японским правительством во время войны, которые они обналичивали через фирму Уилера. Уходя из кабинета, счастливые Джим и Марта объявляют о своём намерении пожениться.

## В ролях
- Билл Уильямс — Джим Флетчер
- Барбара Хейл — Марта Грегори
- Ричард Куайн — Тед Найлз
- Ричард Лу — Кен Такояма, он же Хорёк
- Фрэнк Фентон — лейтенант-командор Прентис
- Фрэнк Уилкокс — доктор в военно-морском госпитале
- Роберт Брэй — Гансел Блейк
- Марта Хайер — мисс Харвик, секретарь офиса в агентстве Уилера
- Гарольд Лэндон — слепой ветеран
- Джеймс Крейвен — Джон Уилер

## Создатели фильма и исполнители главных ролей
Как отмечает историк кино Гленн Эриксон, «это был третий фильм признанного режиссёра Ричарда Флейшера», который начинал свою многолетнюю карьеру с серии низкобюджетных фильмов нуар, таких как «Телохранитель» (1948), «Следуй за мной тихо» (1949), «В ловушке» (1949), «Ограбление инкассаторской машины» (1950) и «Узкая грань» (1952).
Барбара Хейл, по словам Эриксона, до этого фильма успела обратить на себя внимания ролями в фильмах «Мальчик с зелёными волосами» (1948) Джозефа Лоузи и «Окно» (1949) Теда Тецлаффа, а пять лет спустя «получила пожизненную зарплату в судебном телесериале „Перри Мейсон“ (1957-66)». На момент работы над этим фильмом Хейл и Билл Уильямс были уже женаты в течение трёх лет, и их брак продлился ещё 44 года вплоть до смерти Билла. Их сын Уильям Кэтт также стал хорошо известным актёром, сыграв в таких фильмах, как «Кэрри» (1976), «Всё решается в среду» (1985) и «Дом» (1986), а также телесериалу «Величайший американский герой» (1981-86). Билл Уильямс в 1940-е годы сыграл несколько заметных ролей в кино, в частности, в военной драме «До конца времён» (1946) и фильме нуар «Крайний срок — на рассвете» (1946), в котором, как замечает Майкл Кини, он, по иронии судьбы также сыграл «моряка, страдающего амнезией» , а позднее стал известен по работе в телесериале-вестерне «Приключения Кита Карсона» (1951-55).

## История создания фильма
Как указано на сайте Американского института киноискусства, «это был первый фильм, произведённый киностудией RKO Pictures после того, как её владельцем стал миллиардер Говард Хьюз».
Киновед Дэвид Хоган отметил, что «подразделение фильмов В студии RKO было знаменито своей компетентностью, построив значительную часть своей репутации на двух нуаровых триллерах, которые позднее поставит Ричард Флейшер — „Ограбление инкассаторской машины“ и „Узкая грань“. Бюджет этого фильма был плотным даже по стандартам подразделения В, а его продолжительность в 63 минуты означила, что фильм будет вторым по значимости на сдвоенных киносеансах» .
Согласно некоторым современным источникам, история Карла Формана была вдохновлена реальным случаем, когда бывший американский военнопленный узнал на улице Лос-Анджелеса своего бывшего японского надзирателя.
По словам Гленна Эриксона, хотя «ключевые эпизоды фильма снимались в нижнем Лос-Анджелесе, и, в частности, в старом Китайском квартале ещё до того, как шоссе 10 разрезало город», однако «значительная часть фильма происходит на фоне гладких декораций офисов и квартир, характерных для „бедного“ стиля киностудий типа Monogram».

## Оценка фильма критикой

### Общая оценка фильма
Фильм получил умеренно-позитивные отзывы критики. В частности, обозреватель журнала TimeOut высоко оценив «плотную, лаконичную и энергичную постановочную работу Флейшера», далее отметил, что «маловероятный сценарий и невзрачная игра основных актёров делают фильм значительно более слабым, чем „Узкая грань“». Гленн Эриксон оценил фильм как «скупой, неприхотливый и увлекательный», то есть «тот тип фильма, который обеспечил карьерные шаги новому поколению послевоенных сценаристов и режиссёров. В те годы RKO сделала целую серию подобных картин, прежде чем начать создавать такие крепкие хиты, как „Узкая грань“ того же Флейшера». По словам киноведа, как и интересная криминальная драма «Татуированный незнакомец», которая также снималась «в прижимистые годы Говарда Хьюза» и «компенсировала нехватку драматизма потрясающей натурной работой и жизненным реализмом», «Лёгкая мишень» делалась «приблизительно по той же схеме, но получилась не столь гладкой и более говорливой», более опираясь на «актуальный по тематике сценарий Карла Формана и искусную постановку Ричарда Флейшера».
Спенсер Селби охарактеризовал картину как «малоизвестный триллер RKO с хорошим переплетением сильных нуаровых элементов», а, по мнению Майкла Кини, фильм «срабатывает хорошо благодаря довольно интересному (хотя и предсказуемому) сюжету и хорошей актёрской игре реальной супружеской пары Уильямса и Хейл» . Крейг Батлер описал картину как «напряжённый и лаконичный фильм нуар, который использует один из любимых трюков жанра — амнезию», отметив далее, что «это фильм категории В, который достигает уровня А». Далее Батлер пишет, что «этому бесспорно захватывающему фильму удаётся стать отличным, несмотря на то, что столь значительная часть сценария надуманна. Как бы то ни было, это один из тех фильмов, который не тратит впустую ни единого мига, и который всё время наращивает свою силу». Отметив, что это очередная «нуаровая мелодрама, основанная на теме вернувшихся с войны ветеранов», историк кино Дэвид Хоган далее пишет, что «Флейшер сделал хороший триллер, который недоделан только в тех моментах, которые находилось вне его власти». Хоган сравнивает героя Билла Уильямса с его же моряком из фильма «Крайний срок — на рассвете» и с героем Джона Ходяка из «Где-то в ночи», которые также «мучаются от того, что их оценке самих себя наносит вред искажённое мнение о них других людей» .

### Оценка работы режиссёра и творческой группы
Крейг Батлер отмечает, что «сценарист Карл Форман, кажется, знает как изящно преодолеть надуманность истории, что он и делает здесь с ловкостью и мастерством». Не меньший вклад в успех фильма, по мнению Батлера, «внёс и режиссёр Ричард Флейшер, который демонстрирует воистину восхитительную энергию и напряжённость, которой так будет не хватать в некоторых его поздних эпических работах. Флейшер приводит всё в движение и при этом наполняет каждую сцену ощущением тревоги, создавая окутывающий героя кошмарный мир». Критик добавляет, что значительно усиливает картину «отличная операторская работа Роберта де Грассе, а также умение творчески использовать ограниченный бюджет».
По мнению Гленна Эриксона, Форман «достаточно хорошо справляется со сценарием, переводя этот не вполне убедительный триллер в субжанр таинственной амнезии». По мнению Эриксона, «странно избирательная амнезия часто является главным недостатком фильмов про потерю памяти, но в данном случае это не особенно раздражает», и «история лёгко движется от одного маловероятного события к другому». В частности, несмотря на то, «Джим выпал из жизни на два полных года, он выскакивает из кровати и немедленно приступает к действию, как будто лишь слегка вздремнул». Далее, «он начинает отношения с вдовой своего лучшего друга с того, что даёт ей по голове, а затем похищает её, после чего следует очень подозрительная езда на автомобиле». А «как только Джим оказывается в Лос-Анджелесе, он сразу же сталкивается с военным преступником, открывшим магазин контрабандной торговли прямо в центре города, где его легко могут заметить и опознать его бывшие заключённые». Подводя итог всем этим маловероятным событиям, Эриксон замечает, что когда «нам говорят, что фильм основан на реальной истории, мы понимаем, что реальные истории часто бывают очень странными». На постановку Флейшера, по мнению Эриксона, сильное влияние оказывает «ограниченность бюджета», однако ему «удаётся сделать лучшее из возможного в этих условиях».
По мнению Дэвида Хогана, «сценарий Формана искусен и эффективен, но не более того». Что же касается Флейшера, то «к 1949 году он лишь пару лет был кинорежиссёром, однако уже продемонстрировал умение передать на экране быстрый темп и напряженность повествования». В частности, Хоган обращает внимание на «хорошую постановку сцены погони в Китайском квартале Лос-Анджелеса (большая часть картины снималась на натуре)», далее отмечая, что «лучшие моменты происходят, когда ночью бандиты сталкивают машину Флетчера и Марты с дороги, и когда в поезде Токияма готовится вытолкнуть Флетчера на надвигающийся локомотив (здесь применён приём комбинированной съёмки, позаимствованный из аналогичной сцены в фильме нуар „Катастрофа“)». Однако, по мнению Хогана, «самой большой оплошностью становится та скорость, с которой Марта верит в историю Флетчера и прощает его после того, как он её мучил, связав и засунув в рот кляп, а затем заставил ехать вместе с собой». А «во втором акте, когда напряжённость должна нарастать, они берут пляжный трейлер и весело проводят неделю, купаясь и загорая. После этого тревога, порождённая агрессивным поведением Флетчера, безнадёжно рассеивается. Драматическое же воздействие картины исчезает полностью в последних кадрах, когда Флетчер и Марта счастливо объявляют в отделе разведки ВМС, что решили пожениться».

### Оценка актёрской игры
Оценка актёрской игры Билла Уильямса была в основном сдержанной. В частности, Батлер считает, что «хотя Уильямсу и не хватает звёздной харизмы», в данном случае это даже хорошо, поскольку помогает увидеть в нём тип хорошо узнаваемого «обычного парня», и, кроме того, «ясно видна химия между ним и Барбарой Хейл». По мнению Эриксона, «Уильямс, которому уже доводилось играть получившего на войне серьёзные проблемы ветерана в умной драме Эдварда Дмитрика „До конца времён“ (1946)», в данном фильме «приятен, но скучен», а «Барбара Хейл хороша в качестве его наперсницы и защитницы». Дэвид Хоган полагает, что «Уильямс и Хейл умелы и симпатичны, но не блистают, а указанный в титрах третьим Ричард Куайн, который позднее стал значимым режиссёром на студии Columbia, не более чем адекватен в роли Теда». С другой стороны, по мнению Хогана, «столь необходимую остроту картине обеспечивают своей игрой эпизодические актёры Роберт Брэй и Кен Террелл в качестве преступников, а также опытный характерный актёр Ричард Лу, очень удачно взятый на роль бывшего лагерного охранника Токиямы».